# سوزان غولدبيرغ
سوزان غولدبيرغ صحفية أمريكية ورئيسة تحرير مجلة ناشيونال جيوغرافيك. وهي أول امرأة تُحرر في المجلة منذ أن نُشِرَت لأول مرة في عام 1888. قبل انضمام غولدبيرغ إلى ناشيونال جيوغرافيك، عملت في شركة بلومبيرغ المحدودة ويو إس إيه توداي. وهي مناصِرة لسرد القصص عبر المنصات.

## تعليمها
نشأت غولدبيرغ في آن آربر في ميشيغان ووقعت في حب الصحافة عندما كتبت وهي في الصف الثامن ورقة بحثية بعنوان «الفرص في الصحافة.» تعتقد غولدبيرغ أن نجاحها الوظيفي بدأ حين كانت في صحيفة سياتل بوست إنتلجنسر ‏ وهي في العشرين من عمرها وذلك عندما أنهت فترة تدريبها التي امتدت لثمانية أسابيع وعُيِّنت مراسلة في وظيفة بدوام كامل. حتى تتولى غولدبيرغ هذه الوظيفة، تسربت من الكلية. وفي نهاية المطاف، تخرجت غولدبيرغ في جامعة ولاية ميشيغان عام 1987 وحصلت على درجة البكالوريوس في الصحافة. وأنشأت منذ ذلك الحين منح سوزان غولدبيرغ الدراسية. وهي عضوة في مجلس إدارة الخريجين في كلية فنون الاتصال والعلوم. في عام 2015، عادت غولدبيرغ إلى جامعة ولاية ميشيغان لتلقي خطاب الافتتاح.

## حياتها المهنية
انتقلت غولدبيرغ إلى  صحيفة ديترويت فري برس ‏ في ميشيغان ، حيث أصبحت أول امرأة تُرسَل إلى العاصمة لانسنغ وغطت أخبار الحاكم والمجلس التشريعي. وحصلت في الوقت ذاته على شهادتها من جامعة ولاية ميشيغان. ثم انتقلت إلى سان خوسيه ميركوري نيوز في كاليفورنيا للعمل كمراسلة، حيث لعبت دوراً رئيسياً في تغطية الصحيفة لزلزال لوما بريتا  وفوزها بجائزة بوليتزر. وفي عام 1989، انضمت غولدبيرغ إلى يو إس إيه توداي، وعملت لأكثر من عشر سنوات، في صفحات الأخبار والحياة والمشروعات. وأخذت غولدبيرغ ترتقي في المناصب في يو إس إيه توداي حتى أصبحت في نهاية المطاف نائبة مديرالتحرير.
بعد مرور11 عاما على زواج غولدبيرغ، تُوفي زوجها الأول في عام 1999. فعادت إلى سان خوسيه ميركوري نيوز لتصبح مديرة التحرير. وفي عام 2007، استقالت من منصبها للانضمام إلى صحيفة ذا بلاين ديلر في كليفلاند. وعندما غادرت تلك الصحيفة، شعرت بالضيق وقالت «في وقت قصير، تعلقت بشدة بكليفلاند».
في عام 2010 تواصلت معها بلومبيرغ، وما بدأته بوظيفة في الساحل الغربي، جعلها تصبح رئيسة التحرير التنفيذية لمكتب بلومبيرغ في واشنطن. وبسبب قيادتها التحريرية، قال فرانك باس ‏ إن قيادة «غولدبيرغ أثبتت أن الصبر والحماس ليستا صفتان متناقضتان.» وخلال عام 2012 و 2013، كانت غولدبيرغ رئيسة الجمعية الأمريكية لمحرري الأخبار ‏، وكانت تُرَكِّزعلى تنمية القيادات الشابة في مجال الصحافة. كشفت نتائج التصويت الذي أجرته مجلة واشنطونيان  عام 2013 أن غولدبيرغ واحدة من ال 11 امرأة الأكثر تأثيراً في وسائل الإعلام في واشنطن.

## ناشيونال جيوغرافيك
نُشِرَت مجلة ناشيونال جيوغرافيكلأول مرة في تشرين الأول/ أكتوبر 1888. وفي عام 2014، أصبحت غولدبيرغ المحررالعاشر للمجلة والمرأة الأولى على الإطلاق. وهي أيضاً أول رئيسة تحرير يهودية للمجلة. وأثناء اضطلاع غولدبيرغ بالمسؤولية، حصلت المجلة على جائزة ناشيونال ماغازين لأفضل موقع وجائزة جورج بولك ‏ للمراسلة.ونالت غولدبيرغ جائزة المرأة الاستثنائية في النشر.
وفي كانون الثاني/ يناير 2017، نشرت ناشيونال جيوغرافيك عدداً تناول القضايا الجنسانية "ثورة النوع الجنساني". رُشحت الطبعة لنيل جائزة بوليتزر، للاستكشاف المتعمق والدقيق لقضايا نوع الجنس في جميع أنحاء العالم، باستخدام التصويرالفوتوغرافي الرائع والفيديو المؤثر والكتابة الواضحة لإيضاح موضوعٍ مألوف ولكن يُساء فهمه في الوقت ذاته." وقد حظيت باهتمام إعلامي كبير، مما أثار الكثير من التعليقات من القراء والتي ردت عليها غولدبيرغ. وفي عام 2018، فازت "ثورة النوع الجنساني" بثلاثة من جوائز اختيار القراء وهي أفضل الأخبار والسياسة و أفضل غلاف في مسابقة الجمعية الأمريكية للمهندسين الميكانيكيين للغلاف.
في عام 2017، اختارت مجلة واشنطونيان غولدبيرغ بصفتها واحدة من أقوى النساء في واشنطن. وهي واحدة من أعضاء مجلس إدارة لجنة الصحفيين المدافعين عن حرية الصحافة. وهي أيضا عضوة في مجلس إدارة المتحف الوطني للمرأة في الفنون ‏ في واشنطن.

## ببليوغرافيا
- Goldberg, Susan (أغسطس 2017). "Talking toilets with Matt Damon". From the Editor. Sanitation. National Geographic. ج. 232 ع. 2: 6–7.